# Rüm hart – klaar kiming
Rüm hart – klaar kiming (entsprechend der Schreibweise der nordfriesischen Dialekte der Inseln Sylt, Föhr und Amrum, im Festlandsfriesisch/Mooring: Rüm hart, klåår kiming) ist ein Leitspruch in nordfriesischer Sprache. Auf Deutsch, wörtlich übersetzt: „Weites Herz – klarer Horizont“, im übertragenen Sinne: weite Sicht oder weiter Blick. Der Wahlspruch stellt eine Verbindung zwischen menschlicher Toleranz und Souveränität mit Orientierung und einem wachen Verstand her. Das Sprichwort ist 1839 zuerst bezeugt. Teile des Spruchs werden in den bekannten Schiffsnamen Rüm Hart und Kloar Kimming verwendet.

## Ursprung
Konkrete Zeit und Gelegenheit seiner Entstehung sind unbekannt. Kim, Kiming, Kimmung oder Kimming („Rand, Horizont“) ist ein friesisches Wort niederländischer Herkunft, das im dritten Viertel des 17. Jahrhunderts in Norddeutschland erstmals Verwendung findet. Es gehört zur Schiffersprache. Klaar Kiming bedeutet so etwas wie „weiten, ungehinderten Blick“.
Rüm Hart bedeutet ein „unbelastetes, unverschlossenes Herz“, im Niederländischen seit dem 17. Jahrhundert ruimhartigheid („Großzügigheit, Menschenliebe“, daher auch „Freisinn“).

## Verwendung
Der Spruch wird 1839 zuerst vom Dichter Gustav Gardthausen als „alter nordfriesischer Wahl- und Trinkspruch“ erwähnt. J.A. Petersen berichtet in seinen Wanderungen durch die Herzogthümer (1839) „Klaar Kimming, rüm Hart“ wäre ein „Trinkspruch des Sylters“.
Im Zuge der Nationalromantik und der Verherrlichung des Friesischen während der Schleswig-Holsteinischen Erhebung gelang der Spruch zu einiger Bekanntheit. Er wurde verbunden mit dem Freiheitsdrang der Friesen und mit der Geschichte des legendären Fischers und Piraten Pidder Lüng. Seit dem letzten Viertel des 20. Jahrhunderts wird der Spruch eher touristisch instrumentalisiert und vermarktet.
Der Wahlspruch findet sich unter anderem auf dem Familiengrabstein der Familie Mungard auf dem Friedhof in Keitum auf Sylt. Die Familie umfasst u. a. den friesischen Sprachforscher Nann Peter Mungard und den Dichter Jens Emil Mungard. Nann Peter Mungard hatte sich während der deutsch-dänischen Kontroversen 1920 für eine Wiedervereinigung mit Dänemark ausgesprochen. Jens Emil Mungard verspottete in einigen seiner Gedichte die Nationalsozialisten und weigerte sich, seine Gedichte vom Friesischen ins Deutsche zu übersetzen. Er wurde von den Nationalsozialisten verfolgt und 1940 im Konzentrationslager Sachsenhausen ermordet. Der Text auf Sylter Friesisch (Sölring):
Rüm Hart, klaar Kiming!

Wat dêst, dit dö me Lif en Siil;

Üt Sliirighair tjüü Di niin Wiil!

Fuar Hualevhair docht ek en bet,

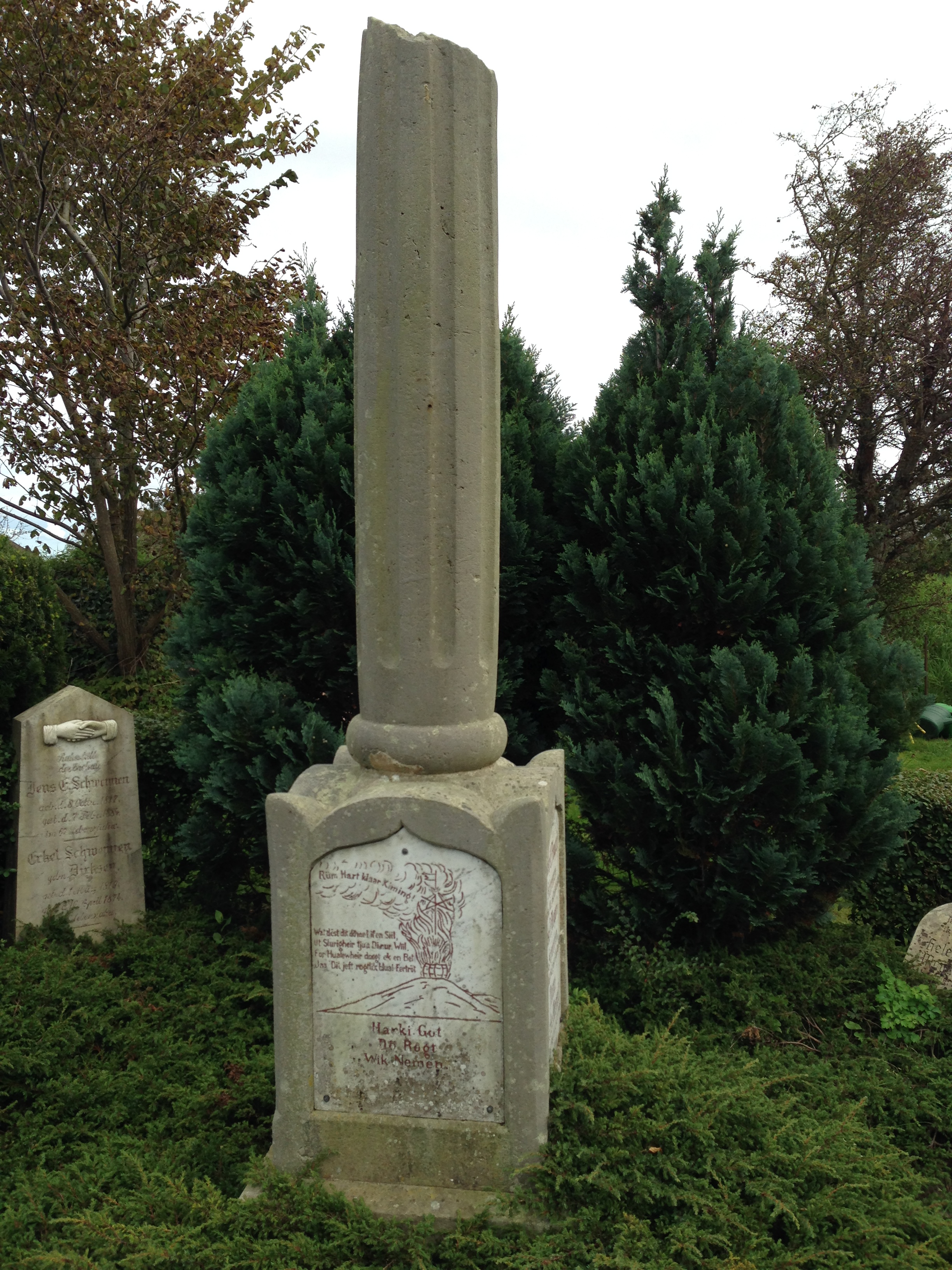
Mungard-Grabstein in Keitum auf Sylt

Ja, dit jeft rochtlik bluat Fortröt!

Harki de Natuur!

Dö rocht!

Wik nemen!
Weites Herz, klarer Horizont!

Was Du tust, das tu mit Leib und Seele;

Aus Gleichgültigkeit gönn dir keine Ruh’!

Denn Halbheit taugt nicht ein bisschen,

Ja, sie gibt wahrlich nur Verdruss!

Höre auf die Natur,

Tue recht,

Weiche niemandem.

## Sonstiges
- Rüm Hart ist eine Gedichtsammlung des Niebüller Pastors Friedrich August Feddersen aus dem Jahr 1887.[6]
- Rüm Hart – klar Kimming ist ein Roman der nordfriesischen Autorin Thusnelda Kühl aus dem Jahr 1903.
- Klar Kimming war ein Mitteilungsblatt des Nordfriesischen Vereins, das in den 1920er und 1930er Jahren erschien.
- Rüm Hart (2002) ist ein Album, Klaar Kiming (2003) eine DVD von Reinhard Mey. Das Lied „Rüm Hart“ hat den Refrain „Klaar Kimming, rüm Hart!“